# Дигеро-Дзолецци, Вирджиния
Вирджиния Дигеро-Дзолецци (итал. Virginia Dighero Zolezzi; 24 декабря 1891 года — 28 декабря 2005 года) — итальянская долгожительница. С 30 августа 2005 года до своей собственной смерти являлась старейшим живущим жителем Европы. Также она являлась старейшим итальянцем в истории, пока её рекорд не побила в 2010 году Венере Пиццинато-Папо.

## Биография
Вирджиния родилась 24 декабря 1891 года в Лаванье, Лигурия, Италия. В неизвестный момент времени вышла замуж за мужчину с фамилией Дзолецци.
30 августа 2005 года, после смерти Хендрикье ван Андел-Схиппер, Вирджиния стала старейшим живущим жителем Европы.
24 декабря 2005 года отпраздновала 114-летие. В честь этого она получила поздравительную телеграмму от президента Италии Карло Адзельо Чампи. Как сообщалось, она узнавала окружающих, а семья с любовью помогала ей во всем.
Спустя 4 дня, 28 декабря 2005 года Вирджиния Дигеро-Дзолецци скончалась от ишемии. По словам мэра Лаваньи, Вирджиния являлась символом города.

## Рекорды долголетия
- 19 июня 2003 года — стала старейшим живущим человеком в  Италии
- 6 июня 2005 года — стала старейшим жителем Италии в истории
- 14 сентября 2005 года — стала старейшим человеком, который родился в Италии, побив рекорд Амалии Барон, которая мигрировала в США
- На момент смерти была старейшим живущим человеком Европы и седьмым в мире[2].